# Karussell (Sendung)
Karussell war eine Vorabend-Fernsehsendung im Schweizer Fernsehen von 1977 bis 1988. Als Erkennungsmelodie diente der Refrain des Songs The Old Nickelodeon Sound der britischen Pop-Gruppe Sailor.

## Geschichte
Erstmals ausgestrahlt wurde die Sendung am 5. April 1977. Sie wurde zunächst zweimal (dienstags und donnerstags), ab September 1978 dreimal, ab Januar 1980 viermal und ab dem 7. Januar 1985 fünfmal pro Woche ausgestrahlt. Am 10. Juni 1988 wurde die Sendung zum letzten Mal gesendet.

## Themen
Die Vorabendsendung wollte feuilletonistischen Charakter haben und behandelte sehr heterogene Themen aus den Bereichen Information (Neuigkeiten), Wissenschaft und Unterhaltung. Für die Informationsbeschaffung arbeitete die Redaktion teilweise mit den Redaktionen der Tagesschau und von Blickpunkt zusammen und tauschten Beiträge und Ausschnitte ab. Die Sendung hatte die Rubriken: Blitzableiter, Heidi sucht Plätze für Tiere mit Heidi Abel (bis 1982) und Specials (ab 1980).
Moderiert wurde die Sendung abwechslungsweise von den Moderatoren Urs Emmenegger, Philipp Flury, Rosemarie Pfluger, Beat Rauch, Kurt Schaad und ab 1981 von Kurt Aeschbacher.
Die Sendung generierte etliche Spin-offs wie beispielsweise «Heidi Abel sucht Plätze für Tiere», «Showkasten», «Sprechstunde» und «Neues aus dem Weltraum». In der Sendung vom 4. September 1978 wurde über das erste Tattoo-Studio der Schweiz, betrieben von Dietmar „Dischy“ Gehrer, berichtet. Paul Gruber, Mitbegründer von Crazy Banana und RAD AIR, stellte in der Sendung am 10. Februar 1982 erstmals den Zuschauern ein Snowboard (von Burton) vor.